# LE-7

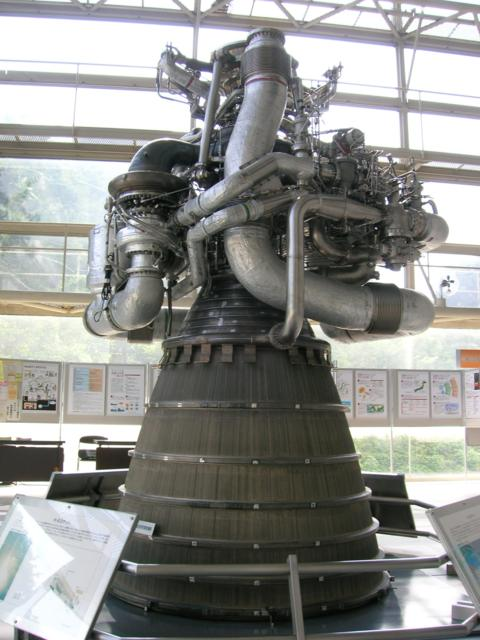
LE-7（名古屋市科学館　2006年）

LE-7エンジンは、宇宙開発事業団（NASDA）が航空宇宙技術研究所（NAL）、三菱重工業、石川島播磨重工業（現・IHI）と共に開発したH-IIロケットの第1段用液体ロケットエンジン。日本初の第1段用液体ロケットエンジンである。
LE-7の後継に、コストダウンと信頼性向上を図ったLE-7Aエンジンがある。

## 開発
LE-7エンジンの燃焼方式には、SSME（スペースシャトルメインエンジン）に採用されたのと同じ二段燃焼サイクルを採用している。LE-7では、プリバーナーと呼ばれる予燃焼室に気化した燃料の液体水素と酸化剤の液体酸素の一部を導き（多くの液体酸素は主燃焼室に直接送られる）、燃焼させて水素リッチの高圧な不完全燃焼ガスを作り、その燃焼ガスで液体水素用と液体酸素用の両ターボポンプを駆動して両推進剤を加速・加圧させた後に、主燃焼室で再び燃焼ガスと液体酸素を燃焼させて推進力を生み出している。この方式は燃焼効率は良いが、エンジンの配管などに高温・高圧部分が多いため技術的に難しく、LE-7の開発でもトラブルが続出し、開発期間が幾度となく延長された。
開発においてまず突き当たった壁は、ターボポンプの振動が過大で所定の回転数が得られないことであった。原因はターボポンプの羽根車の重心が中心軸からごく僅かにズレていたことであり、職人の手作業で羽根車を研磨して重心を適正化することで解決した。その後燃焼試験が始まったが、エンジン始動開始直後に爆発や損傷を繰り返す5秒の壁が問題となった。こちらの原因は、予備燃焼室に液体酸素が先に溜まり、その後に液体水素が来ることで過剰な反応を起こしていたものであり、圧力計をつけて予備燃焼室に両推進剤が来るタイミングを調整することで解決した。この問題を解決するだけで約2年を費やした。
その後も燃焼試験が続いたが、エンジンの完成が近いと思われた1992年、エンジン始動直後に爆発が起き、H-IIの初打ち上げが1年延期されることになった。原因はエンジンの各部品を溶接して接合した際に生じた微妙な凹凸部に熱や力が集中して損傷したことであり、職人の手作業で鏡を使って部品の内側の溶接部分まで徹底的に研磨して平滑にすることで解決した。なおこの工程は手間がかかり、信頼性やコストに関わるため、後継のLE-7Aでは溶接箇所が四分の一以下に減らされている。
開発と製造においては、三菱重工業が燃焼器・バルブ・全体艤装を、石川島播磨重工業が液体水素用ターボポンプと液体酸素用ターボポンプを担った。
- 1983年（昭和58年） - 「開発研究」開始[注釈 1]。
- 1986年（昭和61年） - 「開発」開始[2]。
- 1988年（昭和63年）12月15日 - 種子島宇宙センターのLE-7燃焼試験設備が竣工。
- 1990年（平成2年）9月 - 連続200秒燃焼試験に成功。その後の試験にて燃焼試験始動後16秒に大規模な外燃が発生しエンジンが大破。
- 1991年（平成3年）5月16日 - 角田ロケット開発センター（現・角田宇宙センター）にて、液体水素ターボポンプの開発試験中に事故。
- 1991年（平成3年）8月8日 - 三菱重工業名古屋誘導推進システム製作所（小牧北工場）での試験中、技術者1名死亡。
- 1992年（平成4年）6月10日 - 燃焼試験中に外燃が発生し、エンジン全損及び設備一部を焼損。試験機初号機打ち上げを一年延期。
- 1993年（平成5年）2月 - 連続4回の350秒燃焼試験に成功。
- 1993年（平成5年）5月 - 種子島宇宙センターのH-IIロケット射点にてステージ燃焼試験（CFT）成功。
- 1994年（平成6年）2月4日 - H-IIロケット試験機1号機の打ち上げ成功。
- 1994年（平成6年）3月 - すべての性能試験が完了し開発が完了[2][5]。
- 1999年（平成11年）11月15日 - H-IIロケット8号機を打ち上げ。打ち上げ3分59秒後にLE-7エンジンが異常停止し、指令破壊。LE-7の異常が打ち上げ失敗に直結した最初で最後の事故である。

## 諸元
- エンジンサイクル：二段燃焼サイクル
- 燃料：液体水素
- 酸化剤：液体酸素
- 真空中推力：1,079 kN (110.0 tf)
- 真空中比推力：445.6 s
- 混合比：6.0[6]
- 膨張比：52[1]
- 主燃焼室圧力：12.7 MPa[6]
- 予燃焼室圧力：21.0 MPa
- 液体水素総流量：35.2 kg/s[6]
- 液体酸素総流量：211.1 kg/s[6]
- 液体水素ターボポンプ回転数：42200 rpm[1]
- 液体酸素ターボポンプ回転数：18100 rpm[1]
- 液体水素ターボポンプ出口圧力：27.0 MPa[6]
- 液体酸素ターボポンプ出口圧力：17.4 MPa[6]
- 最大径：2570 mm[1]
- エンジン長：3243 mm[1]
- 重量：1720 kg[1]
- 燃焼時間：350 s[1]

## H-II 8号機 事故原因
事故直後のテレメータデータから、LE-7エンジン高圧配管系に何らかのトラブルがあり推進薬の供給が瞬時に停止していたと推定された。1999年12月24日に、海洋科学技術センター（現・海洋研究開発機構）の協力により海底に沈んだLE-7エンジンの残骸を発見。2000年1月23日に、海底3,000mからエンジンを引き上げた。
残骸の調査から、液体水素ターボポンプインデューサが破断していることが判明し、破断面調査の結果から疲労破壊が原因と推定された。インデューサ単体の試験を繰り返した結果、旋回キャビテーションと呼ばれる現象とそれに起因する部品の共振が発生し、インデューサに過大な負荷をかけ疲労破壊に至ったことが事故の原因と判明した。これらの結果は、後のLE-7Aの開発に活かされることになった。